# Van den vos Reynaerde (film, 1943)
Van den vos Reynaerde is een Nederlandse antisemitische tekenfilm en propagandafilm uit 1943. De film werd lange tijd verloren gewaand, maar in 1991 doken fragmenten op in een Duits archief. Het was één van de eerste Nederlandse kleurenfilms. Het betrof een verfilming van het in 1941 verschenen boek Van den vos Reynaerde, ruwaard Boudewijn en Jodocus dat werd geschreven door Robert van Genechten, een prominent NSB'er en van 1940 tot 1943 procureur-generaal bij het gerechtshof. Het boek was uitgegeven bij de nationaalsocialistische uitgeverij 'De Amsterdamsche Keurkamer'.

## Achtergrond
Het boek van Van Genechten uit 1941 was een groot succes in Nationaalsocialistische kring. Omdat Duitse politici niet tevreden waren met de tekenfilms die werden gemaakt in het Derde Rijk en zij onder de indruk waren van de films die voor de oorlog in Eindhoven werden gemaakt door Pál Studio van George Pal, gaven zij begin 1941 de Berlijnse kringleider van de NSB Egbert van Putten opdracht om een Hollandse animatiestudio op te zetten. Van Putten had in de jaren dertig in de Duitse filmindustrie gewerkt en de Zweedse antisemitische film Petterson und Bendel gedistribueerd. Hij werd daarom aanbevolen bij het Departement van Volksvoorlichting en Kunsten (DVK), met wie hij een overeenkomst sloot waarbij hij ook persoonlijk investeerde in de nieuwe productiemaatschappij. De naam van het bedrijf werd 'Nederland Film'. Deze had twee takken: de ene maakte propagandistische cultuurdocumentaires en de andere was de tekenfilmstudio. Beiden bevonden zich in Den Haag. De tekenstudio was gehuisvest aan Smidswater 20.

## Productie
Van den vos Reynaerde zou aanvankelijk 19 minuten duren, maar gedurende de productie werd dit opgerekt naar meer dan twee keer deze lengte. De tekeningen van het boek van Van Genechten waren van Maarten Meuldijk, maar omdat deze niet als lijntekening waren getekend, moesten de figuren opnieuw worden ontworpen. Hoofdanimator was Hill Beekman. Het scenario werd waarschijnlijk geschreven door Henk Plaizier. Andere betrokkenen waren André Holla, Olga Tijssen, Jan Bouman, de cameraman Jószef Misik en Jan van Hillo. Ook tekenaars Jenny Dalenoord en Gerrit Stapel waren betrokken bij de productie. De muziek werd gecomponeerd door Leo Ruygrok.

### Een tekenwedstrijd
Omdat voor de productie een groot aantal tekenaars nodig was, werd in april 1942 in Haarlem een tekenwedstrijd uitgeschreven om jong talent te vinden. De jury bestond uit Henk Kannegieter en Hill Beekman. De winnaars kregen een gratis opleiding als filmtekenaar. Onder de 26 prijswinnaars bevonden zich latere stripauteurs als Joop Du Buy, Han van Gelder en Hans Husslage. De leeftijd van de winnaars varieerde van 16 tot en met 21 jaar.

## Verhaal
Het verhaal van de tekenfilm was onmiskenbaar bedoeld als antisemitische propaganda. Van Genechten baseerde zijn verhaal op het middeleeuwse dierdicht Van den vos Reynaerde. Het verhaal vertelt hoe het oorspronkelijke verhaal verder ging. Na het overlijden van koning Nobel heeft de ezel Boudewijn het op zich genomen om als ruwaard de dieren te beschermen. Bij een samenkomst van de dieren, waarin de macht van de ezel werd bevestigd, verschijnt plotseling een vreemdeling, een neushoorn getekend als Joodse karikatuur met de naam Jodocus, die een diepe buiging maakt voor Boudewijn en zijn hoef kust. Jodocus verbouwt distels en brengt allerlei nieuwe ideeën in het koninkrijk. De natuurlijke orde wordt verstoord, er wordt een republiek uitgeroepen en ‘vrijheid, gelijkheid en broederschap’ wordt geïntroduceerd. Ook vindt Jodocus dat alle dieren zich met elkaar moeten vermengen, ongeacht hun ras. De dieren herkennen elkaar niet meer en verschillende soorten paren met elkaar. Jodocus krijgt steeds meer macht, benoemt familieleden op hoge posities en heft veel belasting. Er is een feest met jazzmuziek en schaars geklede neushoornvrouwen. Uiteindelijk weet Reinaert de macht van de Jodocussen in te perken en het tij te keren door een volksopstand te organiseren. Lionel, de zoon van koning Nobel, keert terug en Jodocus moet alle belastingen terugbetalen. Uiteindelijk worden de neushoorn en zijn familie vermoord door ze vanaf een klif in de zee te drijven.

## Nasleep
Op 25 april 1943 vond een voorvertoning van de tekenfilm plaats voor de top van de NSB in het ASTA-theater in Den Haag. Daarbij waren onder andere Tobie Goedewaagen en Robert van Genechten aanwezig. DVK was niet onverdeeld enthousiast. De film werd verder nooit uitgebracht. De reden daarvoor is onbekend. De film werd vervolgens lange tijd verloren gewaand. Ook is wel eens beweerd dat de film nooit is gemaakt. In 1991 kwam een deel van de film van 12 minuten tevoorschijn in het Bundesarchiv in Berlijn. Dit deel is in 2006 gerestaureerd door het filmmuseum in Amsterdam.
Achteraf verklaarde Van Putten dat hij de productie had verlengd om te voorkomen dat de medewerkers naar Duitsland werden gestuurd voor de Arbeitseinsatz, maar die verklaring is zeer twijfelachtig. Ook verklaarden verschillende betrokkenen bij de productie dat ze het als een opdracht beschouwden en niet wisten waar ze werkelijk mee bezig waren of wat de strekking was van het verhaal. Alleen tekenaar Joop Du Buy heeft verklaard dat de tekenaars heel goed wisten waar ze mee bezig waren. De Jodocussen werden volgens hem in de studio ‘de jodenbeesten’ genoemd.